# Sceloenopla viridifasciata
Sceloenopla viridifasciata es una especie de insecto coleóptero de la familia Chrysomelidae. Fue descrita científicamente en 1929 por Maurice Pic.